# Yuan Chunqing
Yuan Chunqing (chinesisch 袁纯清; * März 1952 in Hanshou, Provinz Hunan) ist ein ehemaliger Politiker in der Volksrepublik China. Er war stellvertretender Leiter des Büros für ländliche Arbeit und Leiter der Kommunistischen Partei Chinas der Provinz Shaanxi. Davor war er von 2007 bis 2010 Gouverneur benachbarten Provinz Shaanxi.
Yuan trat 1971 der Kommunistischen Partei Chinas bei. Er schloss 1980 sein Studium an der Rechtsfakultät der Universität Peking ab und erwarb 1990 einen Master-Abschluss in Rechtswissenschaften an der Chinesische Universität für Politikwissenschaft und Recht sowie einen Doktortitel in Management an der International Business School der Hunan-Universität.
Yuan trat kurz nach seinem Abschluss an der Peking-Universität dem Kommunistischen Jugendverband Chinas (CYL) bei. Dort arbeitete er 17 Jahre lang. Im Oktober 1997 wurde Yuan zum Mitglied des ständigen Ausschusses der Zentralen Disziplinarkommission der Kommunistischen Partei Chinas (CCDI) ernannt, seine erste große Rolle außerhalb des CYL. Beim CCDI geriet er in die Schlagzeilen, als er die Ergebnisse der Untersuchung des „Yuanhua-Skandals“ in Xiamen bekannt gab, an dem der Industrielle Lai Changxing beteiligt war.
2001 wurde er in die Provinz Shaanxi versetzt und wurde dort stellvertretender Parteichef. Ab Januar 2004 wurde er zum Parteichef von Xi’an ernannt. Während seines Aufenthalts in Xi’an veröffentlichte Yuan bekanntermaßen ein Weißbuch über die Entwicklung der Stadt und wurde einer der „meistgesehenen kommunalen Parteichefs des Landes“. 2007 trat er die Nachfolge von Chen Deming als Gouverneur der Provinz Shaanxi an und hatte dieses Amt bis 2010 inne.
Am 31. Mai 2010 wurde Yuan zum Parteichef der kohleproduzierenden Nachbarprovinz Shanxi ernannt. Er wurde im September 2014 „Aufgrund schwerer offizieller Korruption in Shanxi“ abrupt aus dem Amt als Parteichef versetzt. Daraufhin wurde er zu einem der stellvertretenden Leiter des Amtes für ländliche Arbeit ernannt und behielt seinen vollen Provinzrang vermutlich bis Oktober 2017.
Er war stellvertretendes Mitglied des 16. Parteikongresses und Vollmitglied des 17. und 18. Zentralkomitees.　